# Silvia Modig
Silvia Modig (Helsinque, 8 de julho de 1976) é uma jornalista e política finlandesa. Foi deputada no Parlamento da Finlândia, entre 2011 e 2019. É deputada no Parlamento Europeu (PE), desde 2019, pela Finlândia. Pertence, na Filândia, ao partido Aliança de Esquerda (Vasemmistoliitto) e, no Parlamento Europeu, ao bloco Esquerda Unitária Europeia/Esquerda Nórdica Verde (GUE/NGL).

## Vida pessoal e formação acadêmica

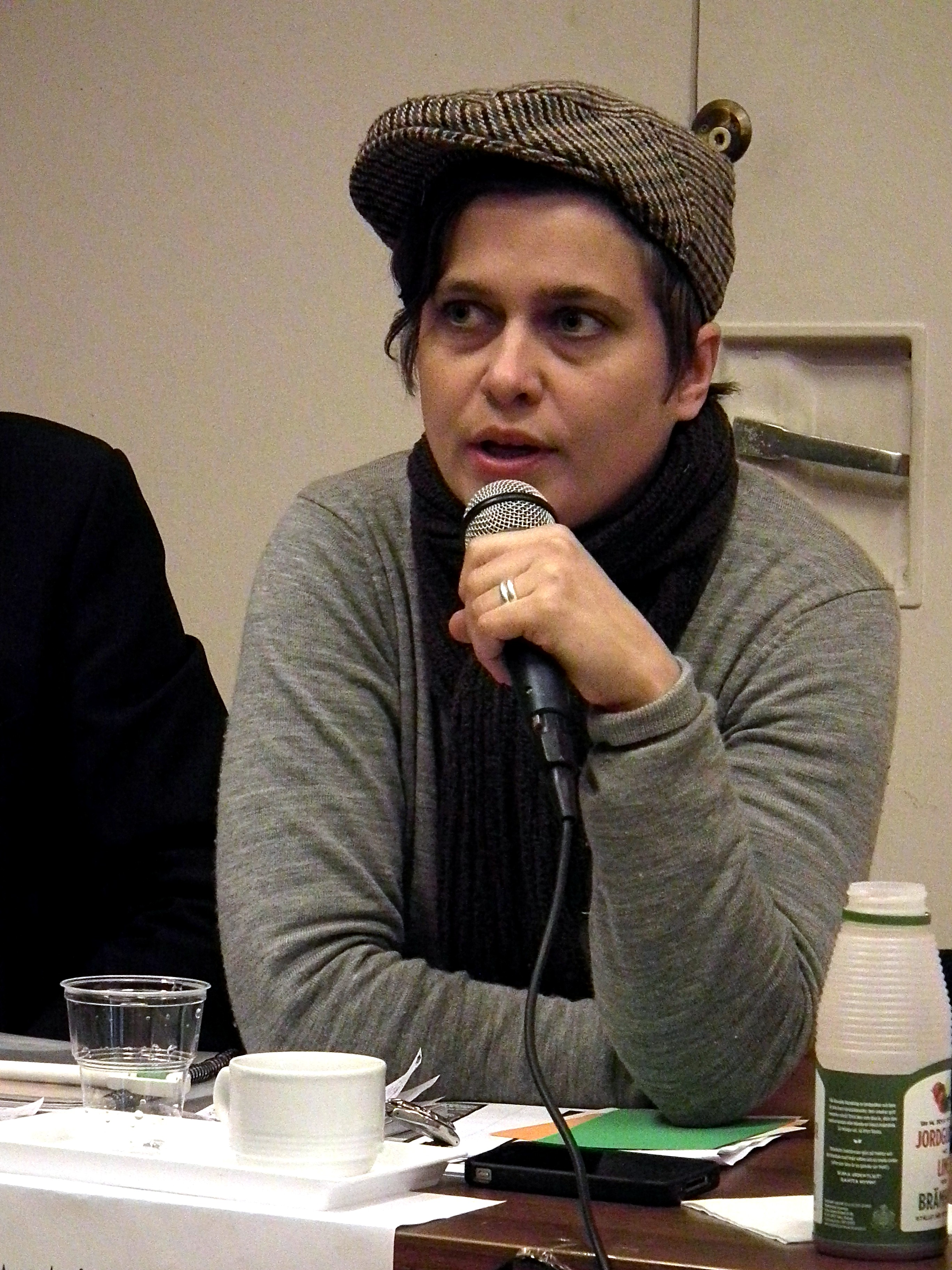
Em 2011.

Anna Silvia Modig nasceu em Helsinque, em 8 de julho de 1976.
É abertamente lésbica e vegetariana. Esteve em um união civil com a artista visual, escritora e ex-atriz pornô finlandesa Rakel Liekki, mas elas se separaram, em outubro de 2011.
Em junho de 2019, se casou com sua atual parceira, Meri Valkama, que é gerente de comunicações e secretária do partido Aliança de Esquerda, em Helsinque.
Elas vivem entre Bruxelas (sede do Parlamento Europeu) e Helsinque e tem dois filhos.

## Carreira política

### Início
Foi eleita para o Conselho Municipal de Helsinque com 895 votos nas eleições municipais de 2008 como uma candidata independente na lista da Aliança de Esquerda.

### Parlamento da Finlândia
Foi eleita para o Parlamento da Finlândia nas eleições de 2011 e reeleita nas eleições de 2015, permanecendo no Parlamento entre 20 de abril de 2011 e 16 de abril de 2019. Não conseguiu se reeleger nas eleições de 2019, obtendo apenas 5 659 votos.

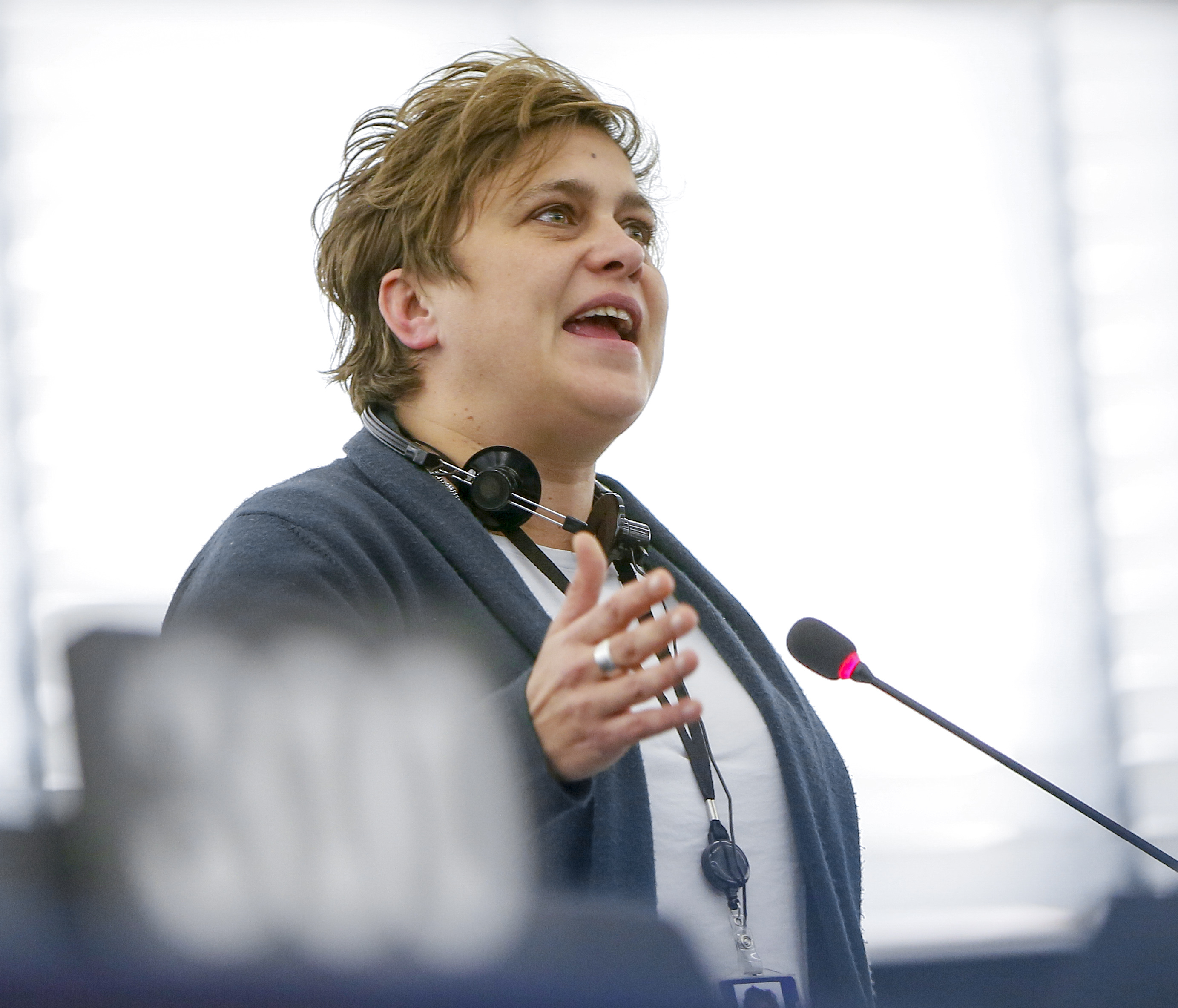
Em discurso, no Parlamento Europeu, em 2019.

Durante os seus mandatos no Parlamento foi membro do Comitê de Educação, entre 3 de maio de 2011 e 21 de abril de 2015 e suplente do Comitê de Chancelaria entre 13 de setembro de 2017 e 16 de abril de 2019. Foi vice-presidente da Comissão do Meio Ambiente entre 5 de maio de 2015 e 16 de abril de 2019. Membro suplente do Grande Comitê entre 30 de junho de 2011 e 21 de abril de 2015 e efetiva entre 9 de junho de 2015 e 29 de junho de 2015.

### Parlamento Europeu
Foi eleita para o Parlamento Europeu nas eleições de 2019 com 51 608 votos em todo o país, como a única representante do partido.
É filiada no partido Esquerda Unitária Europeia/Esquerda Nórdica Verde (GUE/NGL). Integra as Comissões de Orçamento e do Meio Ambiente, Saúde Pública e Segurança Alimentar e a Delegação para as Relações com os Países do Sul da Ásia. É substituta da Comissão dos Direitos da Mulher e da Igualdade de Gênero.